# Treći mitridatski rat
Treći mitridatski rat se vodio između 73. pr. Kr. i 63. pr. Kr. između Rimske Republike na jednoj, te Pontskog Kraljevstva i njegovih saveznika na drugoj strani. Predstavljao je posljednji i najduži od mitridatskih ratova, koji su ime dobili po pontskom kralju Mitridatu. Završio je rimskom pobjedom, nakon koga je rimska vlast dodatno pojačana u Maloj Aziji i na području Bliskog Istoka; Pont i Kraljevina Armenija su nakon njega postale rimske klijentske države.

## Vanjske poveznice
- Ratovi pontskog kralja Mitridata